# کونچاس دام، نیومکزیکو
کونچاس دام (به انگلیسی: Conchas Dam) یک منطقهٔ مسکونی در ایالات متحده آمریکا است که در شهرستان سن میگل، نیومکزیکو واقع شده‌است. کونچاس دام ۱۸۶ نفر جمعیت دارد و ۱٬۲۸۹٫۰۱ متر بالاتر از سطح دریا واقع شده‌است.